# Сан Бартоломео Ин Боско (Ферара)
Сан Бартоломео Ин Боско (итал. San Bartolomeo In Bosco) је насеље у Италији у округу Ферара, региону Емилија-Ромања.
Према процени из 2011. у насељу је живело 2038 становника. Насеље се налази на надморској висини од 10 м.